# جعبوبيات
الجعبوبيات أو فصيلة أورميريدي (الاسم العلمي: Ormyridae)، هي فصيلة حشرات صغيرة من الدبابير الطفيلية وتنتمي إلى رتبة غشائيات الأجنحة. توجد في كافة أرجاء العالم ما عدا أمريكا الجنوبية.

## روابط خارجية
- Universal Chalcidoidea Database
- Ormyridae at Waspweb